# روكي دونداس
روكي دونداس هو لاعب هوكي جليد كندي، ولد في 30 يناير 1967 في ريجاينا في كندا.

## وصلات خارجية
- روكي دونداس على موقع دوري الهوكي الوطني (الإنجليزية)
- روكي دونداس على موقع EliteProspects.com (الإنجليزية)
- روكي دونداس على موقع HockeyDB.com (الإنجليزية)
- روكي دونداس على موقع Hockey-Reference.com (الإنجليزية)